# Małe Końskie
Małe Końskie [pronunciación en polaco: /ˈmawɛ ˈkɔɲskʲɛ/] es un pueblo ubicado en el distrito administrativo de Gmina Mniszków, dentro del Distrito de Opoczno, Voivodato de Łódź, en Polonia central. Se encuentra aproximadamente a 4 kilómetros al norte de Mniszków, a 19 kilómetros al oeste de Opoczno, y a 58 kilómetros al sureste de la capital regional Łódź.